# Elbe Ships
Elbe Ships beschreibt eine Serie von Flusskreuzfahrtschiffen der Schweizer Reederei Viking River Cruises. Die Schiffe wurden  auf der Neptun-Werft in Warnemünde entwickelt und gebaut. Für den Einsatz auf sehr flachen Flüssen wurde besonderer Wert auf ein geringes Gewicht und somit auf einen geringen Tiefgang gelegt. Das Entwicklungsprojekt wurde vom Bundesministerium für Wirtschaft und Energie (BMWi) gefördert. Auf der Werft wurde eine Erprobungssektion gebaut, um neue Materialien und neue Bauteile zu testen. Die Schiffe werden auf der Elbe eingesetzt.

## Konstruktion
Das erste Schiff, die Viking Beyla, wurde am 21. Januar 2014 bestellt.
Die Schiffe sind mit 109,90 m Länge 25 m kürzer als die Viking Longships und haben eine ähnlich markante Bugform wie sie. Die Schiffe besitzen zweieinhalb Decks mit 47 Kabinen und zwei Suiten.
Das Sonnendeck ist mit Rasenteppich, Spielflächen und Sonnenschirmen ausgestattet. Im vorderen Bereich steht das vollversenkbare Ruderhaus mit zwei Außenfahrständen. Im Oberdeck sind 33 Kabinen und zwei Suiten eingebaut. Die Kabinen auf der Steuerbordseite und die Suiten an Backbord haben begehbare Balkone und raumhohe Fenster, auf der Backbordseite gibt es nur französische Balkons. Im vorderen Bereich befinden sich eine Lounge mit 98 Sitzplätzen, die Rezeption, eine Bar und ein Shop. Über den Maschinenräumen im Heck sind die Wäscherei und verschiedene Technikräume.
Auf dem Hauptdeck gibt es im hinteren Bereich 18 Kabinen für die Besatzung, 14 Passagierkabinen und Lagerräume. Die Kabinen haben kleine Fenster. Alle Kabinen sind klimatisiert und mit Doppelbetten, Bad mit Dusche und Toilette, Safe und Kühlschrank, WLAN und Fernseher ausgestattet. Davor liegt das Restaurant mit 98 Sitzplätzen. Im vorderen Teil befinden die Küche und die Kühl- und Gefrierräume. Der Bugstrahlruderraum mit Antriebsmotor liegt ganz vorne. Alle Räume, die von Passagieren und Besatzung genutzt werden, sind schallisoliert und vollklimatisiert. Um die Grenzwerte zwischen 55 und 60 dB (A) zu erreichen, sind alle Antriebs- und Hilfsmaschinen elastisch gelagert.

## Antrieb
Der Antrieb besteht aus drei Scania-Dl16-Motoren, die jeweils einen Schottel-Pump-Jet antreiben. Als Manövrierhilfe ist im Bug ein Schottel-Pumpjet des Typs SPJ 82 RD montiert, der von einem Scania-Dieselmotor mit 405 kW angetrieben wird. Seine Schubkraft beträgt 24 kN.

## Allgemeine technische Einrichtungen
Für die Stromerzeugung sind zwei Scania-Dl16-Gensets mit je 575 kVA eingebaut. Das Schiff ist mit einem Feuerlöschsystem für alle Bereiche ausgerüstet. Zusätzlich ist in allen Kabinen und öffentlichen Bereichen wie Lounge und Restaurant eine Sprinkleranlage installiert. In den Maschinenräumen sind NOVEC-Feuerlöschanlagen eingebaut. Zum Fluten oder Lenzen der Ballasttanks sowie als Feuerlöschpumpen dienen drei Ballastpumpen mit einer Leistung von 25–50 m³/h.

## Wasserversorgung und Abfall
An Bord ist ein Frischwasservorratstank mit 80 m³ Inhalt. Das Wasser wird automatisch chloriert und mit einer UV-Anlage behandelt. Das Abwasser wird mit einer Membrankläranlage behandelt und in einem Sammeltank gelagert. Das Küchenabwasser wird über einen Ölabscheider in einen Tank geleitet. Die Küchenabfälle werden zerkleinert und zusammen mit dem Fett aus den Ölabscheidern in Behältern gelagert.

## Einsatz
Am 24. März 2015 wurden die Viking Beyla und die Viking Astrild getauft. Die Schiffe fahren unter der Flagge der Schweiz mit Heimathafen Basel.

## Die Schiffe

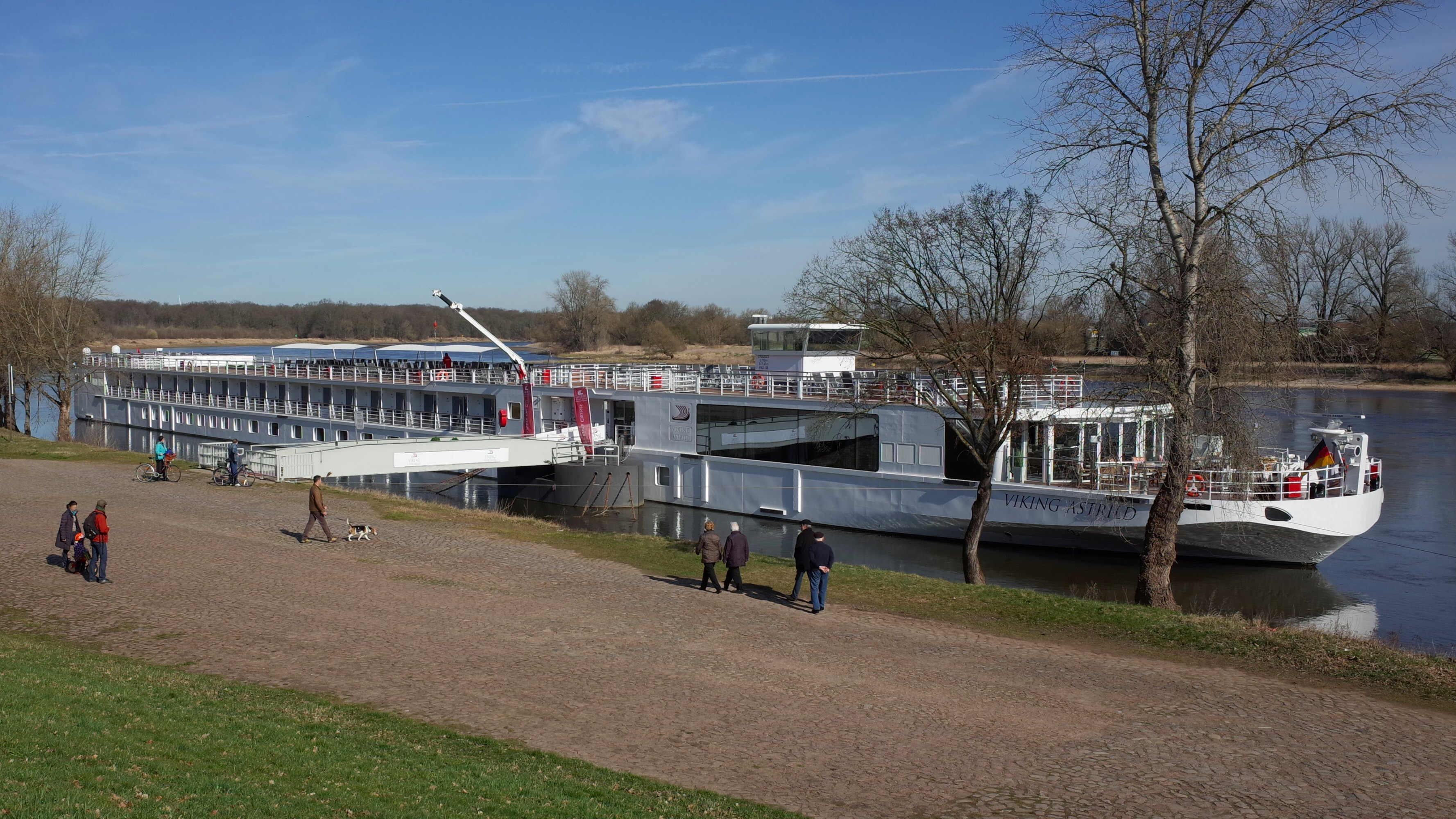
Viking Astrild

| Elbe Ships     | Elbe Ships | Elbe Ships  | Elbe Ships                                     | Elbe Ships |
| Bauname        | Baunummer  | ENI- Nummer | Kiellegung Stapellauf Ablieferung              |            |
| -------------- | ---------- | ----------- | ---------------------------------------------- | ---------- |
| Viking Beyla   | S559       | 07002022    | 1. August 2014 30. November 2014 20. März 2015 |            |
| Viking Astrild | S560       | 07002023    |                                                |            |